# 2023 en militantisme
Cet article présente les faits marquants de l'année 2023 en militantisme.

## Décès

### Janvier
- 3 janvier : Elena Huelva, Militante espagnole pour la lutte contre le cancer.
- 15 janvier : Bernard Ravenel, Historien et militant politique français.

### Février
- 2 février : Linda Matar, Militante du mouvement libanais des droits des femmes.
- 7 février : Daniel Defert, Sociologue français et militant anti-sida.

### Mars
- 4 mars : Judith Heumann, Militante américaine des droits des personnes handicapées.
- 14 mars : Jacques Cossette-Trudel, Militant politique, conseiller en communication, scénariste et réalisateur québécois.
- 15 mars : Pierluigi Concutelli, Militant néo-fasciste italien.
- 20 mars : Monique Hervo, Militante associative et écrivaine d'origine française, naturalisée algérienne.

### Avril
- 1er avril : Pierre Schneider, Journaliste, poète et militant indépendantiste québécois.
- 7 avril : Prabir Ghosh, Militant indien.
- 11 avril : Zafrullah Chowdhury, Militant bangladais de la santé publique.
- 25 avril : Harry Belafonte, Acteur, chanteur, et militant des droits civiques américain.
- 28 avril : Jan-Paul Pouliquen, Militant français des droits LGBT, à l'origine du pacte civil de solidarité.

### Mai
- 26 mai : Odette Nilès, Militante et résistante française.

### Juin
- 11 juin : Danièle Poupardin, Médecin, psychanalyste et militante d'extrême-gauche française.

### Juillet
- 11 juillet : Pierre Guillaume, Éditeur et militant politique français.
- 27 juillet : Ali Ben Salem, Militant tunisien des droits de l'homme.
- 28 juillet : Sadok Ben Mhenni, Militant des droits de l'homme, écrivain et traducteur tunisien.

### Août
- 27 août : Joe le plombier, Militant et commentateur politique américain.

### Septembre
- 23 septembre : 
  - Thérèze Gamassa, Femme politique, militante des droits des femmes congolaise.
  - Lucie Julia, Écrivaine, militante des droits des femmes et assistante sociale française.
- 25 septembre : Zoleka Mandela, Écrivaine et militante sud-africaine.

### Octobre
- 7 octobre : Viviane Silver, Militante pour la paix canado-israélienne.
- 9 octobre : Simone Chapuis-Bischof, Enseignante et militante suisse.
- 10 octobre : Louise Meriwether, Romancière, essayiste, journaliste et militante afro-américaine.
- 12 octobre : Alice Mabota, Militante des droits de l'homme mozambicaine.
- 19 octobre : Pierre Lemoine, Architecte et militant breton.
- 20 octobre : Amber L. Hollibaugh, Écrivaine, cinéaste et militante féministe américaine.

### Novembre
- 5 novembre : Xabier Zumalde, Militant nationaliste basque-espagnol.
- 6 novembre : Magora Kennedy, Militante des droits civiques LGBT américaine.
- 19 novembre : Rosalynn Carter, Militante des droits de l'homme américaine.
- 21 novembre : Dale Spender, Historienne, militante pour les droits des femmes et écrivaine australienne.

### Décembre
- 17 décembre : Claude Michel, Démographe, autrice-compositrice-interprète et militante féministe française.